# День славянской письменности и культуры 2009 года

Памятник Кириллу и Мефодию

День славянской письменности и культуры 2009 года — праздник, который проводился с 17 по 24 мая 2009 года в городе Саратов.
Решение о проведении праздника 2009 года в Саратове было принято в 2008 году.
В ходе подготовки к проведению праздника были намечены мероприятия по благоустройству некоторых улиц Саратова.
Из-за совпадения сроков Дня Славянской письменности и культуры с традиционным сроком проведения Собиновского фестиваля последний был сдвинут по времени.
На праздник ожидается прибытие множества гостей, в том числе и из Болгарского города-побратима Добрич.

## Программа мероприятий
Торжественные мероприятия, приуроченные к Дню славянской письменности и культуры в Саратове начались 15 мая 2009 года.
15 мая в Саратовском областном музее краеведения открыта выставка «От истоков русской книжности». В Радищевском музее открыта выставка «Свет дневной есть слово книжное…».
17 мая в ФОК «Звёздный» был открыт фестиваль духовной и физической культуры.
18 мая в кинозале Нижне-Волжской студии кинохроники открыт фестиваль фильмов о спорте «Спорт — ты мир» с участием лучших лент — участников международного фестиваля спортивных фильмов «Атлант».
19 мая в кинотеатре Саратов открыт фестиваль «Христианское кино».
22 мая в Саратовском академическом театре драмы состоялся открытый урок «Учение о славянской грамоте» для учащихся общеобразовательных школ города Саратова и области.
23 мая состоялось открытие памятника святым Кириллу и Мефодию перед 10-м корпусом Саратовского государственного университета. Автор скульптуры заслуженный художник России скульптор Александр Рожников.
24 мая в 12:00 состоялся крестный ход от храма в честь Покрова Божией Матери к Свято-Троицкому кафедральному собору. В 19:00 состоялась прямая трансляция праздничного концерта из Саратовского академического театра оперы и балета. Вели концерт Святослав Бэлза и Ксения Шелест. В концерте приняли участие: Академический симфонический оркестр Саратовской областной филармонии имени А. Шнитке, ансамбль танца «Русские сезоны», академический русский народный хор им. М. Е. Пятницкого и другие коллективы.